# Lacaille 9352
Lacaille 9352 är en röd dvärg i stjärnbilden Södra fisken (latin: Piscis Austrinus) med magnitud 7,34. Det betyder att den är för ljussvag för att kunna ses för blotta ögat. Avståndet till stjärnan är endast 10,74 ljusår  vilket gör den till den tionde närmaste stjärnan för vårt solsystem. och också den närmaste i Södra fiskens stjärnbild.
Lacaille 9352 har den fjärde största kända egenrörelsen, med 6,9 bågsekunder per år. Detta upptäcktes av den amerikanske astronomen Benjamin Gould 1881. Stjärnan är en misstänkt variabel som fluktuerar 7,33-7,38.